# RNF216
La ligasa de ubicuitina-proteína E3 RNF216 es una enzima que en humanos está codificada por el gen RNF216 .
Este gen codifica una proteína citoplasmática que interactúa con la proteína quinasa serina/treonina, que interactúa con el receptor RIP. Los dominios de dedo de zinc de la proteína codificada son necesarios para su interacción con RIP y para la inhibición de las cías de activación de NF-kappa B inducidas por TNF e IL1. La proteína codificada también puede funcionar como una ligasa de ubicuitina-proteína E3 que acepta la ubicuitina de enzimas conjugadoras de ubicuitina E2 y la transfiere a sustratos. Se han descrito varias variantes de transcripción empalmadas alternativamente para este locus, pero solo se conocen las naturalezas completas de algunas.

## Interacciones
Se ha demostrado que RNF216 interactúa con TLR9 y RIPK1 .